# Peter van Rij
Peter Willem Martijn Van Rij (* 22. Mai 1976 in Capelle aan den IJssel) ist ein ehemaliger niederländisch-deutscher Basketballspieler.

## Laufbahn
Van Rij bestritt 1994/95 in seinem Heimatland einen Erstliga-Einsatz für Rotterdam. Zur Saison 1995/96 ging er an die Fairfield University in den US-Bundesstaat Connecticut. Der 2,06 Meter große Innenspieler stand bis 1997 im Aufgebot der Hochschulmannschaft, blieb aber ein Ergänzungsspieler. 1997 wechselte er innerhalb des Landes an die Charleston Southern University (Bundesstaat South Carolina). Dort kam er als Basketballspieler besser zur Geltung als an der vorherigen Hochschule. In der Saison 1997/98 musste er wegen der NCAA-Wechselbestimmungen aussetzen und durfte nicht am Spielbetrieb teilnehmen. Von 1998 bis 2000 wurde er dann in 57 Partien eingesetzt, erzielte dabei für Charleston Southern im Durchschnitt 7,8 Punkte sowie 4,2 Rebounds.
Van Rijs erster Verein im Profigeschäft war der deutsche Bundesligist Metabox Braunschweig. Er trug in der Saison 2000/01 das Trikot der Niedersachsen in acht Ligaspielen und kam im Durchschnitt auf 3,3 Punkte. Er verließ die durch den Rückzug des Geld- und Namensgebers Metabox angeschlagenen Braunschweiger jedoch im Laufe der Saison und ging zum italienischen Erstligisten Vip Rimini, für den er im weiteren Verlauf des Spieljahres 2000/01 in zwölf Partien 1,5 Punkte je Begegnung verbuchte.
In der Saison 2001/02 stand der niederländische Nationalspieler beim deutschen Zweitligisten OSC Magdeburg unter Vertrag, ab 2002 spielte er in derselben Liga bei den Wolfenbüttel Dukes. Mit 17,8 Punkten je Begegnung war er 2002/03 bester Korbschütze der Niedersachsen. Van Rij blieb der Mannschaft bis 2007 treu und erzielte in dieser Zeit insgesamt 2396 Punkte, was einem Schnitt von 17,1 pro Begegnung entsprach.
Er zog sich 2007 in die 1. Regionalliga zurück, verstärkte in der Nordstaffel die BG Magdeburg, für die er während des Spieljahres 2007/08 19,2 Punkte pro Begegnung erreichte. Im August 2008 nahm Van Rij die deutsche Staatsbürgerschaft an und stand 2008/09 in Diensten des UBC Hannover in der 2. Bundesliga ProB. Es blieb bei einem Spieljahr in der niedersächsischen Landeshauptstadt, zum Abschluss seiner Zeit im leistungsorientierten Basketballsport verstärkte er 2009/10 abermals den Regionalligisten BG Magdeburg.